# 挪威足球甲级联赛
挪威足球甲级联赛(挪威语: 1. divisjon) ，是挪威足球联赛系统的第 2 級別，1963年至1990年，该赛事曾称作挪威足球乙级联赛。